# 性交類似行為
性交類似行為（せいこうるいじこうい）とは法律用語。
実質的にみて性交と同視し得る態様における性的行為を指し、具体的には男女間の性交を模したあるいは性交を連想させるような姿態での手淫や口淫等を指す。性器結合による性行為は含まない。

## 概要
管理売春等に刑事罰を規定している売春防止法における「売春」の要件の一つである「性交」について「性交類似行為」は含まない。売春防止法案が1956年に国会に提出された際に政府は「性交類似行為はここにいう売春の中には含まれておりません。その実態は必ずしも明らかではありませんけれども、わが国においては、その数も必ずしも多くはなく、従って、その害毒が非常に大きいというふうには思われませんし、また、その定義等に困難な面もある、こういうふうなところから、今後の研究課題とすることにとどめまして、この法律からは除外しておるのであります。」と述べていた。そのため、本番行為を行わずに性交類似行為に留まっているファッションヘルスやデリバリーヘルスは売春防止法に違反しないことになる。
他の法律では、「性交類似行為」が文言で明記された上で以下のことが規定されている。
- 児童ポルノ禁止法と出会い系サイト規制法では児童買春や児童ポルノや出会い系サイトの利用において18歳未満の児童について性交類似行為を助長させるような行為に刑事罰を規定している。
- リベンジポルノ防止法やAV出演被害防止・救済法で性交類似行為を行った人物の画像や映像の公表に関する法規定がされている。

また、以下の法律や条例では18歳未満の「淫行」という文言について「性交類似行為」に絡む判例が出ている。
- 「18歳未満の児童に淫行をさせる行為」に刑事罰を規定した児童福祉法について、1972年11月28日に最高裁は「淫行」について「性交そのもののほか性交類似行為をも含む」と、1996年10月30日に最高裁は「淫行」について「バイブレーターを調達して児童に交付した上、自己の面前において児童をしてこれを性器に挿入させる行為は、性交類似行為に当たるものと解するのが相当」とそれぞれ判断している。
- 「18歳未満の青少年との淫行」に刑事罰を規定した青少年保護育成条例（淫行条例）について、1985年10月23日に最高裁は福岡県青少年保護育成条例事件に絡んで「淫行」について「青少年を誘惑し、威迫し、欺罔し又は困惑させる等その心身の未成熟に乗じた不当な手段により行う性交又は性交類似行為のほか、青少年を単に自己の性的欲望を満足させるための対象として扱っているとしか認められないような性交又は性交類似行為をいうものと解するのが相当」と判断している。